# Stade de rugby de Gori
 (avril 2025).
Si vous disposez d'ouvrages ou d'articles de référence ou si vous connaissez des sites web de qualité traitant du thème abordé ici, merci de compléter l'article en donnant les références utiles à sa vérifiabilité et en les liant à la section « Notes et références ».
Le stade de rugby de Gori (en géorgien : გორის სარაგბო სტადიონი) est un stade de rugby à XV de 2 500 places situé à Gori, en Géorgie.

## Histoire
Le stade est inauguré en 2016. Il a coûté de 5,9 millions de GEL, financé par le soutien de la fondation Cartu. Il comprend deux terrains destinés au rugby, dont le principal, en gazon naturel, a une capacité de 2 500 places. Le second stade, en gazon synthétique, a une capacité de 500 places.
Le stade est utilisé par le Rugby Club Jiki, évoluant en championnat de Géorgie de rugby à XV. 